# Prostalia granulata
Prostalia granulata är en insektsart som först beskrevs av Carl Stål 1873.  Prostalia granulata ingår i släktet Prostalia och familjen Pneumoridae. Inga underarter finns listade i Catalogue of Life.